# Alfred Reiterer

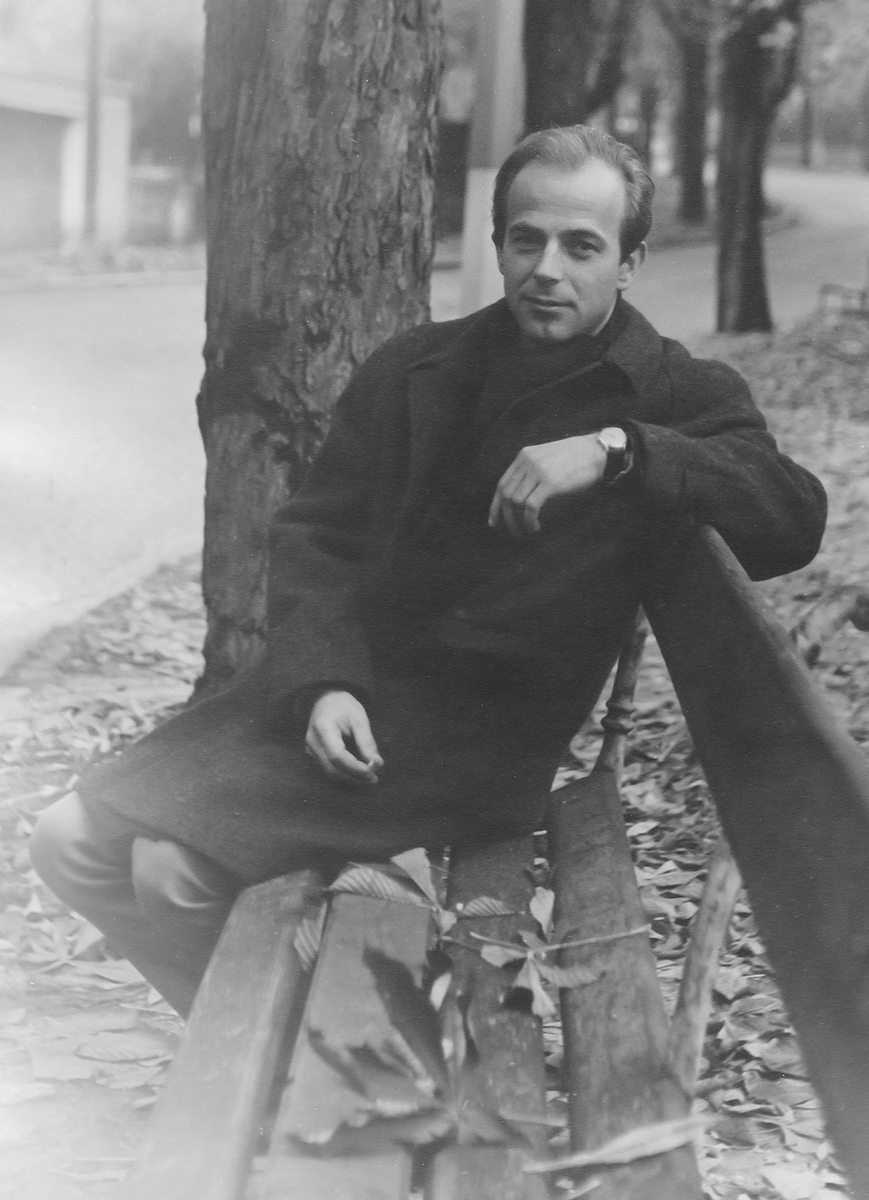
Alfred Reiterer

Alfred Reiterer (* 25. Oktober 1934 in Graz; † 10. März 2008 (Anm.)) war ein österreichischer Theaterschauspieler.

## Leben
Reiterer wuchs  in Graz als der ältere Bruder von Harald Reiterer und Herbert Rhom auf. Er arbeitete zunächst zwischen 1954 und 1960 als Berufsanwärter für Steuerberater und Wirtschaftsprüfer und studierte Jus. Von 1958 bis 1960 absolvierte er nebenbei an der privaten Grazer Schauspielschule Neuber-Gaudernak eine Schauspielausbildung und debütierte 1960 als Leander in Grillparzers „Des Meeres und der Liebe Wellen“ an den Vereinigten Bühnen Graz. Von 1965 bis 2000 war Reiterer Ensemblemitglied des Theaters in der Josefstadt in Wien und trat dort in mehr als 70 Produktionen auf.
Dem Fernsehpublikum wurde Reiterer bekannt als Vater in der Serie Familie Merian, die von 1980 bis 1984 und 1993 gedreht wurde.  Bereits vorher spielte er in der Kriminalserie Tatort unter Kommissar Marek (Fritz Eckhardt) und in Flieder für Jaczek (Regie: Fritz Umgelter) mit. 1991 inszenierte er Peter Shaffers „Equus“ im Moulin Rouge und führte Regie. Er sprach darüber hinaus in Hörspielen des Labels EUROPA: Hinterhalt im Eulenforst, Folge 67 der Serie ein Fall für TKKG sowie in der Serie desselben Labels Knight Rider, Folge 1, wie alles begann. Er wurde am Hietzinger Friedhof bestattet.

## Filmografie (Auswahl)
- 1964: Oberinspektor Marek (Fernsehserie) – Einvernahme
- 1974: Hallo – Hotel Sacher … Portier! (Fernsehserie)
- 1976: Kottan ermittelt (Fernsehserie, 1. Folge – Hartlgasse 16a)
- 1977: Tatort – Flieder für Jaczek
- 1980: Familie Merian (Fernsehserie)
- 1987: Tatort – Der letzte Mord
- 1988: Tatort – Feuerwerk für eine Leiche
- 1989: Der Kronprinz
- 1999: Kommissar Rex (Fernsehserie, Staffel 5, Folge 13)